# Historia pewnego przestępstwa
Historia pewnego przestępstwa / Historia pewnej zbrodni (ros. История одного преступления) – radziecki krótkometrażowy film animowany z 1962 roku w reżyserii Fiodora Chitruka.

## Fabuła
Film o człowieku, który nie może spać z powodu hałaśliwych sąsiadów. Film był krytyczny w stosunku do radzieckiego społeczeństwa i wywołał kontrowersje.

## Animatorzy
Galina Barinowa, Natalja Bogomołowa, Jana Wolskaja, Elwira Masłowa, Marija Motruk, Anatolij Pietrow, Władimir Morozow, Leonid Nosyriew, Rene Owiwjan, Giennadij Sokolski

## Nagrody
- 1962: VII Międzynarodowy Festiwal Filmowy w San Francisco, Nagroda „Golden Gate”
- 1963: IX Międzynarodowy Festiwal Filmów Krótkometrażowych w Oberhausen - dyplom honorowy
- 1964: I Wszechzwiązkowy Festiwal Filmowy w Leningradzie - Pierwsza nagroda w sekcji filmów animowanych

Źródło: